# Juri Poljakov
Juri Mihailovič Poljakov (12. novembar 1954) ruski je pisac i urednik.

## Biografija
Posle služenja vojnog roka u sklopu Oružanih snaga Sovjetskog Saveza u Nemačkoj, studirao je na Filološkom fakultetu Moskovskog univerziteta i doktorirao filologiju 1981. godine. Nakon toga radio je kao nastavnik ruskog jezika i književnosti.
Godine 1985, nakon duže zabrane cenzora, objavljene su njegove zbirke priča. Druga njegova dela bila su kritikovana od strane ruskih konzervativaca.
Poljakov u svojim knjigama opisuje život u Rusiji tokom perestrojke, život privrednika (poslovnih ljudi) za vreme i posle nove Rusije, često se bavi muškim likovima.
On je takođe dramaturg, scenarista, urednik Literarne gazete i kopredsednik Saveza ruskih pisaca.
Njegove knjige ostvaruju velike tiraže.

## Dela
- Die Ankunftszeit (Время прибытия). Gedichte, 1979
- Das Gespräch mit einem Freund (Разговор с другом). Gedichte, 1981
- Hundert Tage bis zum Befehl (Сто дней до приказа). 1980; veröffentlicht 1987, verfilmt 1989
- Außerordentlicher Zwischenfall im Bezirk (ЧП районного масштаба). 1981; veröffentlicht 1985, verfilmt 1988
- Fehlersuche (Работа над ошибками). 1986, verfilmt 1988
- Apothegäum (Апофегей).  978-3-00-024636-4, 1989
- Kostja Gumakows Pariser Liebe (Парижская любовь Кости Гуманкова). 1991
- Das demokratische Städtchen (Демгородок). 1993
- Böcklein in Milch (Козленок в молоке). 1995, verfilmt 2003
- Der Himmel der Gefallenen (Небо падших).  978-3-00-023975-5, 1997, verfilmt 2000
- Ich dachte an Flucht... (Замыслил я побег...). 1999, verfilmt 2005
- Der Pilzzar (Грибной царь). 2005
- Die Rückkehr des verlorenen Ehemannes (Возвращение блудного мужа).   978-3-00-022847-6, 2007
- Zwischenfall im Stadtbezirk (ЧП районного масштаба). 1988
- 100 Tage, Genosse Soldat (Сто дней до приказа). 1989
- The Riflemen of the Voroshilov Regiment (Ворошиловский стрелок). 1999

### Prevodi na srpski
- Koferče[3]
- Jare u mleku[4]
- Zamislio sam bekstvo[5]
- Pariska ljubav Koste Humankova[6]
- Apotegej ili vrtoglavica od uspeha[7]

## Spoljašnje veze
- Lična internet prezentacija
- Juri Poljakov на веб-сајту  (језик: енглески)